# 凯文·米特尼克
凯文·大卫·米特尼克（英語：Kevin David Mitnick，1963年8月6日—2023年7月16日）是一名美国计算机安全顾问，作家和黑客。有评论称他为“世界头号黑客”。

## 生平

### 早期生活
米特尼克出生于加州凡奈斯，在洛杉矶长大。在詹姆斯·门罗高中读书，在此期间，他成为了一名业余无线电操作员，并且在看完电影《秃鹫七十二小时》后，选择了秃鹫作为他的昵称。之后就读于洛杉矶皮尔斯学院和南加州大学。曾有一段时间，他在史蒂芬·怀斯神庙当接待员。
12岁时，米特尼克以“学校项目”为由让一名公交车司机告诉他在哪里可以购买自己的打卡机，然后他就可以使用他在垃圾箱中找到的未使用的转乘单乘坐大洛杉矶地区的任何公交车到巴士公司车库。

### 黑客时期
米特尼克16岁因進行社交工程破解太平洋電信公司的密碼，在付費電話系統中修改上万美国家庭的电话号码，而被电脑信息跟踪机跟踪逮捕，因此成为了全球第一名网络少年犯。出狱后，他又修改了不少公司的财务帐单，导致又被逮捕入狱一年。
不过释放后的米特尼克并未收手，在后来他又成功入侵了诺基亚、摩托罗拉、升阳以及富士通等公司计算机，盗取企业重要资料，FBI统计他给这些公司带来的损失高达4亿美元。
1994年，米特尼克向圣迭戈超级计算机中心进行入侵与攻击，并戏弄了在此工作的日裔美籍计算机安全专家下村努，盗走了他计算机中的文件，还使用会话劫持技术盗走他的网站的流量。后来下村努使用蜜罐技术设立了“蜜罐”让米特尼克中计引诱他上钩，用“电子隐形化”技术进行跟踪，结果1995年米特尼克再次被逮捕。

### 被捕入狱

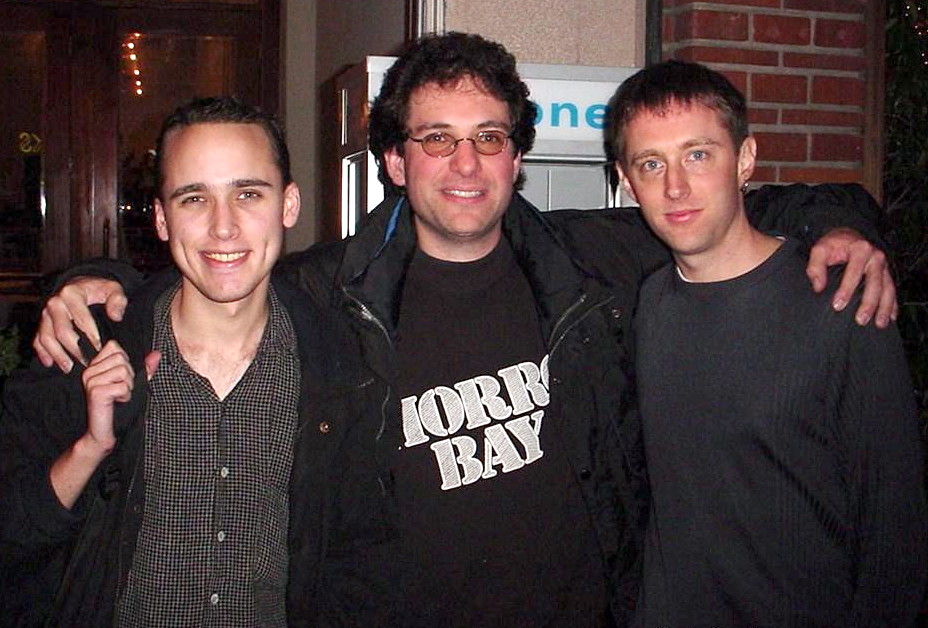
阿德里安·拉莫，凯文·米特尼克，和 凱文·波尔森 （摄于 2001年）

1999年，他被定罪各种与计算机和通信相关的罪行。在他被捕时，他已是美国计算机犯罪的头号通缉犯。并被判处三年零十个月的徒刑，缓刑三年。但在缓刑的三年中，他被禁止再接触计算机以及手机等数码产品，以戒其网瘾并防止其利用技术再搞破坏。

### 金盆洗手
自2000年以来，米特尼克成为一名安全顾问，公共演说家和作家。他为财富500强企业做安全咨询，为全球最大的公司进行渗透测试服务，并教导社会工程类数十家企业和政府机构。
2023年7月16日，米特尼克因胰臟癌在內華達州拉斯維加斯病逝，享壽59歲。

## 流行文化

### 电子游戏
- 杀出重围：人类革命中提到过米特尼克的名字。
- 侠盗猎车手III中一个电台中有人打电话大叫“释放凯文（FREE KEVIN）”，然后被 DJ 切断。
- 侠盗猎车手：圣安地列斯游戏中的 WCTR 电台，同样的来电中有人声称自己“吹口哨到电话都可以发动核攻击（launch a nuclear attack by whistling into a phone）”，明显针对米特尼克。
- 吸血鬼：避世 - 血统命名的米特尼克提供可选的黑客攻击相关的任务性质。
- Telltale Game制作的萨姆和马克思拯救世界（英语：Sam & Max Save the World）游戏中，一个情节中马克思不加思索的评论“为什么我们不能找到一个不起眼的罪犯......像是凯文·米特尼克！（Why can't we find an obscure criminal... like Kevin Mitnick!）”

### 漫画小说
2012年艾德·皮斯科所著的漫画小说Wizzywig就是描写关于米特尼克的故事，只不过主角的名字换成了凯文·芬尼克（Kevin Phenicle），在这本小说中，一则代号为"Boingthump"的故事与米特尼克极其相似，从凯文·芬尼克早期的日子，通过公司的漏洞黑进公司，到他最后被逮捕和“释放凯文（FREE KEVIN）”活动，与米特尼克的故事的细节几乎不变。

## 米特尼克在DEF CON（2014 年）
在2014年拉斯维加斯黑客大会DEF CON上，凯文·米特尼克声称他可以在3分钟内窃取任何人的信息。他通过在网上获得 DEF CON 大会一个志愿者的社会安全号码捍卫这一说法。

## 相关

### 著作
- Kevin Mitnick and William L. Simon, Ghost in the Wires: My Adventures as the World's Most Wanted Hacker, 2011, Hardback ISBN 978-0-316-03770-9
  - 正體中文版：《駭客人生: 全球頂尖駭客的真實告白》, 2014, ISBN 978-9-865-74010-8
- Kevin Mitnick and William L. Simon, The Art Of Intrusion: The Real Stories Behind The Exploits Of Hackers, Intruders, And Deceivers, 2005, Hardback ISBN 978-0-471-78266-7
- Kevin Mitnick, The Art of Deception: Controlling the Human Element of Security, 2002, Paperback ISBN 978-0-471-23712-9
- Jeff Goodell, The Cyberthief and the Samurai: The True Story of Kevin Mitnick-And the Man Who Hunted Him Down, 1996, ISBN 978-0-440-22205-7
- Tsutomu Shimomura, Takedown: The Pursuit and Capture of Kevin Mitnick, America's Most Wanted Computer Outlaw-By the Man Who Did It, 1996, ISBN 978-0-7868-8913-6
- Jonathan Littman, The Fugitive Game: Online with Kevin Mitnick, 1996, ISBN 978-0-316-52858-0
- Katie Hafner and John Markoff, CYBERPUNK – Outlaws and Hackers on the Computer Frontier, 1995, ISBN 978-1-872180-94-6

### 活动
- Littman, Jonathan.  (PDF). Playboy. June 2007  [2015-05-14]. （原始内容 (PDF)存档于2016-03-04）.
- Fost, Dan. . San Francisco Chronicle. May 4, 2000  [April 24, 2007]. （原始内容存档于2011-05-25）.